# Organit celular

Reprezentare schematică a unei celule animale tipice, cu evidențierea componentelor subcelulare. Organite: (1) nucleol (2) nucleu (3) ribozom (4) veziculă (5) reticul endoplasmatic rugos (REr) (6) aparatul Golgi (7) citoschelet (8) reticul endoplasmatic neted (REn) (9) mitocondrii (10) vacuolă (11) citoplasmă (12) lizozom (13) centrioli

Organitele celulare sunt structuri specializate localizate în citoplasma celulară, care îndeplinesc funcții specifice, unele dintre ele posedând o membrană proprie.

## Caracteristici generale
- Prezența unei membrane formată dintr-un bistrat fosfolipidic. Membrana celulara (plasmalema) manifesta o permeabilitate selectiva fata de anumite molecule și ioni. Unele organite, precum ribozomii, miofibrilele sau neurofibrilele, nu posedă o membrană proprie.
- Funcție specializată.

## Clasificarea organitelor
Organitele celulare sunt:
- comune, organite care se găsesc în majoritatea celulelor eucariote. 
  - Reticul endoplasmatic (R.E)
  - Ribozomi
  - Aparatul Golgi
  - Mitocondrii
  - Centrozomi
  - Lizozomi
- specifice, organite care intră în alcătuirea numai anumitor tipuri de celule. 
  - Miofibrile (întâlnită în fibra musculară)
  - Neurofibrile
  - Corpusculii Nissl (întâlniți în celula nervoasă)
  - Cloroplaste în celulele unor protozoare, în celulele algelor și plantelor.

În funcție de rolul îndeplinit în celula, organitele celulare sunt:
- Organitele mișcării celulare : - microfilamentele de actină și miozină (se găsesc atât în fibrele musculare cat și în celelalte celule, formând sistemul motilactina-miozina)
- microtubulii (intră în structura cililor și flagelilor formând sistemul motil microtubul-dineina)
- Organite generatoare de energie : - mitocondriile
- Organitele sintezei și secreției celulare : - ribozomi, R.E. neted, R.E. rugos și aparatul Golgi
- Organitele digestiei celulare: - lizozomi și peroxizomi.